# Som en vind
Som en vind, skriven av Mikael Wendt, är en sång som Edin-Ådahl sjöng då de vann Melodifestivalen 1990 och slutade på 16:e plats i Eurovision Song Contest 1990. I Eurovision Song Contest 1990 var Curt-Eric Holmquist dirigent. Den brittiske TV-profilen Terry Wogan förutspådde att det skulle gå bra för Sverige och att bidraget hade likheter med New Kids on the Block.[källa behövs] Bidraget fick som mest sex poäng från Nederländerna, Storbritannien och Norge, och fick totalt 24 poäng, vilket gav en sextonde plats.
Singeln placerade sig som högst på 15:e plats på försäljningslistan för singlar i Sverige. Melodin låg också på Svensktoppen i sju veckor under perioden 22 april-27 maj 1990, med förstaplats som bästa resultat där .

## Listplaceringar
| Lista (1990) | Topplacering |
| ------------ | ------------ |
| Sverige      | 15           |